# Business Insider
Business Insider — американський новинний вебсайт бізнесу та технологій, запущений в лютому 2009 року із штаб-квартирою в Нью-Йорку. Портал заснований відомим інтернет-підприємцем Кевіном П. Райаном і є авторитетним аналітичним агентством на яке посилаються такі видання як «Нью-Йорк Таймс» та засоби масової інформації як National Public Radio. За даними самого порталу, які базуються на Google Analytics, він досяг у 2014 році відвідуваності 221 мільйонів чоловік на місяць.

## Нагороди
Журнал «Time» включив Business Indsider у список 25 найкращих блогів із фінансовими коментарями («Best 25 Financial Blogs»). Розділ IT-новин був обраний  PC Magazine  в числі найкращих IT-блогів 2009 року («Our Favorite Blogs 2009»).